# Кастельон (футбольный клуб)
«Кастельон» (исп. CD Castellón) — испанский футбольный клуб из города Кастельон-де-ла-Плана, в провинции Кастельон в автономном сообществе Валенсия. Клуб основан в 1922 году, домашние матчи проводит на стадионе «Ноу Эстади Касталия», вмещающем 16 000 зрителей.

## История
Наивысшие достижения «Кастельона» относятся к 40-м годам, когда команда была постоянным участником Примеры. Лучшим результатом команды является 4-е место в Примере в сезоне 1942/43. После вылета из Примеры в 1947 году «Кастельон» в основном играл в Сегунде, трижды поднимаясь в первый дивизион испанского футбола, но никогда не задерживаясь там более, чем на два сезона.

## Сезоны по дивизионам
- Примера — 11 сезонов
- Сегунда — 41 сезон
- Сегунда B — 12 сезонов
- Терсера — 19 сезонов

## Достижения
- Кубок Испании
  - Финалист: 1972/73
- Сегунда
  - Вице-чемпион (3): 1940/41, 1980/81, 1988/89
- Сегунда B
  - Победитель: 2002/2003

## Форма

### Домашняя
| 2018/19 | 2020/21 | 2021/22 | 2024/25 |

### Гостевая
| 2018/19 | 2020/21 | 2021/22 | 2024/25 |

### Резервная
| 2021/22 | 2024/25 |

Источники:,